# Scheloribates nanus
Scheloribates nanus är en kvalsterart som beskrevs av Lee och Pajak 1980. Scheloribates nanus ingår i släktet Scheloribates och familjen Scheloribatidae. Inga underarter finns listade i Catalogue of Life.